# Kurilno olje
Kurilno olje se pridobiva kot frakcija nafte ob destilaciji. V širšem smislu pod kurilna olja uvrščamo vse tekoče naftne proizvode, ki lahko uporabljajo kot gorivo v pečeh ali kotlih za proizvodnjo toplote ali pri pogonu motorjev, pa tudi v generatorjih za pridobivanje električne energije. Običajno kurilno olje ima plamenišče približno pri 40 °C. Tehnično gledano je Dizelsko olje, namenjeno pogonu dizelskih motorjev, zgolj kurilno olje z dodatki in barvilom zaradi razločitve. Kurilno olje je sestavljeno iz dolge verige ogljikovodikov, predvsem alkanov, cikličnih ogljikovodikov in aromatov. Iz Rusije izvirajoči izraz »mazut« se v ožjem smislu nanaša na težko komercialno dizelsko olje slabe kvalitete, skoraj brez odstranjenih primesi.
Med procesom frakcije v postopku naftne destilacije se ločijo majhne molekule z relativno nizkim vreliščem. Težji naftni derivati, kot so kurilno olje in mazalna olja so veliko bolj stabilni in se destilirajo počasneje.
Rezervoarno gorivo tehnično pomeni vse vrste kurilnih olj in se uporablja na ladjah. Ime je dobilo po posodah, ki so shranjene na ladjah in v pristaniščih. Avstralski carinski in avstralski davčni urad določi rezervoar z gorivom, kot je gorivo, ki napaja motor z ladje ali letala. Rezervoar  A je kurilno olje številka 2, rezerovoar B je številka 4 ali številka 5 in rezervoar C je številka 6. Ker je številka 6 je najbolj pogosta, "Rezervoar z gorivom" se pogosto uporablja kot sinonim za št. 6. Številka 5 kurilno olje se imenuje tudi mornarica posebnega kurilnega olja ali pa samo mornarica posebnega, številka 5 ali 6, imenovane tudi peč kurilno olje (FFO), visoke viskoznosti potrebuje ogrevanja, običajno z nizkim sistemom kroženja pritiska pare, preden olje lahko črpa iz rezervoarja. V okviru pomorskega prometa, se označevanje rezervoarjev, kot že prej opisano, redko uporablja v sodobni praksi.
Od leta 1980 je Mednarodna organizacija za standardizacijo (ISO) sprejela standard za goriva za plovila (rezorvoar). Standard je naveden pod številko 8217, z nedavnimi posodobitvami v letih 2005 in 2010. Razčlenijo se na Preostala in Destilatna goriva. Najpogostejši ostanki goriv v sektorju pomorskih prevozov so RMG in RMK. Razlike med obema so predvsem gostota in viskoznost, z RMG splošno zgorijo na 380 centistokes ali manj, in RMK na 500 centisokes manj. Ladjam z bolj naprednimi motorji je lahko proces težji, bolj viskozen, in s tem gorivo cenejše. Upravni organi (tj. California, Evropska unija) so po vsem svetu začeli omejevati največjo vsebnost žvepla v gorivu v svojih pristaniščih za omejitev onesnaževanja. To je, če pri gorivih Destilat pridejo v poštev. Imajo podobne lastnosti, da Diesel # 2, ki se uporablja kot Diesel na cesti po vsem svetu. Najpogostejši razredi, ki se uporabljajo v ladijskem prometu so DMA in DMB

## Uporaba
Kurilno olje ima veliko uporab npr. gretje domov, uporaba v podjetjih, ter kot gorivo za tovornjake, ladije in nekaj avtomobilov. Majhno količino električne energije, proizvaja dizel, vendar je bolj onesnažujoč in dražji od zemeljskega plina. To se pogosto uporablja kot gorivo za rezervo doseženemu vrhuncu elektrarne. V primeru, da je dobava zemeljskega plina prekinjena, pa se lahko uporablja kot glavno gorivo za majhne električne generatorje. V Evropi je uporaba dizelskega goriva splošno omejena na avtomobile (okrog 40%), SUV (okrog 90%) ter tovornjakov in avtobusov (skoraj vse). Trg za ogrevanje domov večinoma uporablja kurilno olje (kot ga imamo v mislih ponavadi, ko govorimo o kurilnem olju), uporaba pa se je zmanjšala zaradi razširjenega prodora zemeljskega plina. 
Kurilno olje je manj uporabno, ker je tako viskozno, da mora biti ogrevano s posebnim sistemom za ogrevanje pred uporabo in vsebuje relativno velike količine onesnaževal, predvsem žvepla, ki tvori žveplov dioksid pri zgorevanju. Dejstvo je, da je najcenejše tekoče gorivo, ki je na voljo. Zahteva ogrevanje pred uporabo, kurilno olje ni mogoče uporabiti pri cestnih vozilih, plovilil ali malih ladjah, kot oprema za ogrevanje zavzema dragocen prostor in naredi vozilo težje. Ogrevanje olja je prav tako občutljiv postopek, zato je neprimereno, da se prevaža na majhnih, hitro premikajočih se vozil. Vendar, elektrarne in velike ladje lahko uporabljajo kurilno olje.
Kurilno olje se je pogosteje uporabljalo v preteklosti npr. za parne lokomotive, železnice in parnike. Lokomotive sedaj uporabljajo dizel, parniki niso tako pogosti, kot so bili prej zaradi višjih stroškov poslovanja (večina prevoznikov LNG uporablja parne obrate, kot so "zavret" plin, ki oddaja tovor, da se lahko uporablja kot vir goriva), in najbolj kotli sedaj uporabljajo kurilno olje ali zemeljski plin. Vendar pa nekatere industrijske kotle še vedno uporabljajo, in to nekaj starih stavb, vključno z New York City. Mesto ocenjuje, da so 1% svojih zgradb, ki gorijo kurilna olja številka 4 in številka 6, odgovorne za 86% saj onesnaževanja, ki ga uporabljajo vse stavbe v mestu. New York je dosegla postopno odpravo teh del vrste goriva svojega okoljskega načrta, Pla NYC, ki skrbi za zdravje, pri povzročanju finih delcev.
Uporaba kurilnega olja se je v proizvodnji električne energije prav tako zmanjšala. Leta 1973 je kurilno olje proizvedlo 16,8% električne energije, v Združenih državah Amerike. Do leta 1983 se je skrčila na 6,2%, in od leta 2005 je proizvodnja električne energije iz vseh vrst nafte, vključno z dizelskim gorivom in preostalo, je le 3% celotne proizvodnje. Upad je posledica cenovne konkurence z zemeljskim plinom in okoljske omejitve emisij. Za elektrarne, stroškov ogrevanja olja, ekstra nadzor nad onesnaževanjem in dodatnega vzdrževanja zahtevane po tem, ko gori jo pogosto odtehtajo z nizkimi stroški goriva. Goreče kurilno olje, proizvaja tudi veliko temnejši dim in enakomerno višje emisije ogljikovega dioksida, kot zemeljski plin, ki vpliva na dojemanje skupnosti.
Glavna pomanjkljivost, so preostali ostanki kurilnega olja kot je visoka začetna viskoznost, še posebej v primeru številka 6 olja, ki zahteva pravilno zasnovan sistem za shranjevanje, črpanje, in pekoč občutek. Čeprav je še vedno običajno lažji od vode (s specifično težo običajno v razponu 0,95-1,03), je veliko težji in bolj viskozen kot gorivo številka 2, kerozin, ali bencin. Številka 6 olje mora biti, v resnici je, shranjeno na približno 38 ° C, segreto na 66 ° C - 121 ° C, preden se lahko z lahkoto prečrpa, in v hladnejših temperaturah lahko zamrzne v katran semisolid. Plamenišče večine mešanic številka 6 olja je, mimogrede, približno 66 ° C. Poskus, da črpalka z visoko viskoznostjo olja pri nizkih temperaturah je pogost vzrok za poškodbe cevi za gorivo, peči, in pripadajoče opreme, ki so bile pogosto oblikovane z lažjimi gorivi v mislih.
(Za primerjavo, BS2869 razreda G težko kurilno olje se obnaša na podoben način, ki zahteva shranjevanje pri 40 ° C, črpanje okoli 50 ° C in dokončno za kurjenje na okoli 90 ° C / 120 ° C.
Večina objektov, ki zgodovinsko zgorijo, številka 6 ali drugih ostankov olj so bili industrijski obrati in podobnih objektov zgrajeni v začetku ali sredi 20. stoletja, ti so prešli s premoga na kurilno olje, v istem časovnem obdobju. V obeh primerih so bila preostala olja videti kot dobre možnosti, ker je bil poceni in takoj na voljo, čeprav je zagotovila manj energije na enoto prostornine kot vžigalnik goriva. Večina teh objektov so bila naknadno zaprta in porušena, ali so zamenjala svoje zaloge goriv z enostavnejšim, ena taka kot plin št. 2 ali nafto. Visoka vsebnost žvepla številka 6 olja do 3% teže v nekaterih skrajnih primerih, so jedkeje vplivale na mnoge sisteme ogrevanja (ki so običajno namenjena, ne da bi se ustrezno zaščitili proti koroziji v mislih), skrajšanje njihove življenjske dobe in povečevanje onesnaževalne učinke . To je veljalo zlasti v pečeh, ki so bili redno zaprte in dovoljene za ohlajanje; notranje kondenzacije proizvajanja žveplove kisline.
Okoljski čistilci na teh objektih, so pogosto zapleteni z uporabo izolacije azbesta na progah krme za gorivo. Olje številka 6 je zelo obstojno in se ne razgradi hitro. Njegova viskoznost in lepljivost tudi sanairata onesnaženost podzemnih zelo težko, saj zmanjšuje učinkovitost metod, kot so zrak stripping.
Ko se sprosti v vodo, kot so reka ali ocean, preostale nafte kaže, da zlomijo v obliže ali mešanice snovi olja in delcev, kot so mulj in plavajoče organske snovi, in ne na obliko en madež. Povprečju približno 5-10% gradiva bo izhlapelo v nekaj urah v javnost, predvsem lažje frakcije ogljikovodika. Preostanek nato pogosto potone na dno vodnega stolpca.

## Razredi
Ameriško združenje za testiranje in materiale (ASTM) je objavilo specifikacij za šest stopenj kurilnega olja, oštevilčenih od 1 do 6. Ta sistem razvrščanja je prvotno temeljil na zgodnjem rafiniranjem in inženirske prakse zgorevanja in nomenklaturi. Nekatere specifikacije so se spremenile v preteklih letih, da odražajo nove prakse rafiniranja in rafinerije stranskih proizvodov. Druge organizacije so objavile spremenjene različice prvotnih šestih specifikacij goriva, za pomoč nosilcem starejših oprem najti ustrezna goriva iz trenutnih izdelkov rafinerije.
Čeprav za tekoče trende na splošno drži, lahko različne organizacije imajo različne numerične specifikacije za šest vrst goriva. Vrelišča in dolžino ogljikove verige za goriva povečuje s številko kurilnega olja. Viskoznost se tudi povečuje s številko, in najtežje olje mora biti ogrevano, da dobi svoj tok. Cena po navadi zmanjšuje in povečuje število goriva. 
Kurilno olje Št. 1. je destilat hlapnih oljev, namenjeno za hlapljivo >>pot-type<< gorilnikov. Treba je kerozin rafinerijo zanetiti, da zavre takoj težka nafta, ki se uporablja za bencin. Starejša imena vključujejo premog olje, peč olje in vrsto olja. 
Kurilno olje Št. 2. je destilat kurilnega olja.  Tovornjaki in nekateri avtomobili uporabljajo podobna dizelska goriva s cetansko omejitivijo števila, ki opisuje vžig kakovosti goriva. Oba sta običajno pridobljena iz svetlobe plinskega olja. Plinsko olje se nanaša na postopek destilacije. Surova nafta se segreje, postane plina in nato kondenzira.
Kurilno olje Št. 3. je bil destilat nafte za gorilnike, ki zahtevajo nizko viskoznostjo goriva. ASTM je združila ta razred v številko 2 s specifikacijo in izraz je bil redko uporabljen od sredine 20. stoletja.
Kurilno olje Št. 4. je komercialno kurilno olje za gorilne naprave, ki niso opremljene s predgrelnikom. To se lahko pridobi iz plinskega olja. 
Kurilno olje Št. 5., so preostale vrste industrijskih kurilnih oljev, ki zahtevajo predgrevanje na 170-220 ° C (77-104 ° C) za pravilno atomizacijo na gorilnik. To lahko gorivo je včasih znan kot Bunker B. To je mogoče dobiti Iz težkih plinskih oljev,  ali je lahko mešanica oljnega ostanka z dovolj številka 2 olje za prilagoditev viskoznosti dolgo, da lahko črpa brez predgrevanja.
Kurilno olje Št. 6. z visoko viskoznostjo oljnega ostanka, ki zahteva predgrevanje na 220-260 ° C (104-127 ° C). Preostala snov, ki ostane po so bolj dragoceni kosi surove nafte, ki so pregreti. Ostanki lahko vsebujejo različne neželene nečistoče, vključno z 2 odstotkov vode in pol odstotka mineralnih tleh. To gorivo se lahko imenuje ostanki kurilnega olja (RFO), ki jih specifikacija mornarice iz Bunker C, ali z Specifikacija Pacific PS-400. 
Kurilno olje pogosto izhaja iz ruskih virov nafte in je bodisi pomešanega z lažjih frakcij nafte, ki neposredno zgori v specializiranih kotle in peči. To se uporablja tudi kot petrokemična surovina.

## Pomorstvo
Na področju pomorstva je druga vrsta klasifikacije, ki se uporablja za kurilno olje:
MgO (plinsko olje) - približno ustreza kurilno olje številka 2, narejen le iz destilata
MDO (dizelsko olje) - mešanica težkega plinskega olja, ki lahko vsebuje zelo majhne količine črnega zaloge krme rafineriji, vendar ima nizko viskoznostjo do 12 cSt zato ga ni treba ogrevati, uporablja se ga v motorjih z notranjim izgorevanjem
IFO (Intermediate kurilno olje), mešanica plinskega olja in težko kurilnega olje, z manj plinskega olja, kot morski dizelskega goriva
MFO (Marine kurilno olje) - enako kot HFO (samo še eno "poimenovanje")
HFO (težko kurilno olje) - Pure ali skoraj čisto oljnega ostanka, kar približno ustreza številka 6 kurilno olje
Dizelsko olje vsebuje nekaj težko kurilnega olja, za razliko od rednih dizelskih motorjih. Tudi morska kurilna olja včasih vsebujejo odpadne produkte kot so izrabljena motorna olja.

### Standard in klasifikacija
CCAI in CII sta dva indeksa, ki opisujeta vžiga kakovosti ostanka kurilnega olja, in CCAI je še posebej pogosto izračunan pri za gorivih za plovila. Kljub temu goriva še vedno kotirajo na mednarodnih trgih bunkerejev s svojo najvišjo viskoznostjo (ki pa jo nastavi ISO 8217 standard - glej spodaj), zaradi dejstva, da so morski motorji so zasnovani za uporabo različnih viskoznosti goriva enoto. Enota viskoznosti je Centistoka in goriva, najbolj pogosto navaja, so navedeni spodaj, da stroškov, najcenejši prvi
- IFO 380 - Intermediate kurilno olje z najvišjo viskoznostjo 380 centistokes
- IFO 180 - Intermediate kurilno olje z najvišjo viskoznost 180 centistokes
- LS 380 - nizko vsebnostjo žvepla (<1,5%), vmesna kurilno olje z najvišjo viskoznost 380 centistokes
- LS 180 - nizko vsebnostjo žvepla (<1,5%), vmesna kurilno olje z najvišjo viskoznost 180 centistokes
- MDO - Pomorsko dizelsko gorivo.
- MgO - Pomorsko plinsko olje.

Gostota je tudi pomemben parameter za kurilno olje, saj so goriva prečiščena pred uporabo za odstranjevanje vode in umazanije od olja. Ker čistilniki uporaboljajo centrifugalne sile, mora imeti tako gostoto nafte, ki je dovolj drugačen od vode. Starejši čistilnik je imel največ 991 kg/m3; s sodobnim čistilnikom je možno očistiti tudi olje z gostoto 1010 kg/m3.
Prvi britanski standard za kurilno olje je prišel leta 1982. Najnovejši standard ISO 8217 od leta 2005. ISO standard opisuje štiri kvalitete tistega, destilate goriv in 10 lastnosti preostalih goriv. Z leti so postale strožje standarde za okoljsko pomembnih parametrov, kot so vsebnosti žvepla. Najnovejši standardni so tudi prepovedali dodajanje uporabljenih mazalnih oljev (ULO).
Nekateri parametri morskih olnih goriv po standardu ISO 8217 (3 ed 2005.):
| Destilatna goriva za plovila | Destilatna goriva za plovila | Destilatna goriva za plovila | Destilatna goriva za plovila | Destilatna goriva za plovila | Destilatna goriva za plovila | Destilatna goriva za plovila |
| Parameter                    | Enota                        | Omejitev                     | DMX                          | DMA                          | DMB                          | DMC                          |
| ---------------------------- | ---------------------------- | ---------------------------- | ---------------------------- | ---------------------------- | ---------------------------- | ---------------------------- |
| Gostota 15 °C                | kg/m3                        | Max                          | -                            | 890.0                        | 900.0                        | 920.0                        |
| Viskoznost 40 °C             | mm²/s                        | Max                          | 5.5                          | 6.0                          | 11.0                         | 14.0                         |
| Viskoznost pri 40 °C         | mm²/s                        | Min                          | 1.4                          | 1.5                          | -                            | -                            |
| Voda                         | % V/V                        | Max                          | -                            | -                            | 0.3                          | 0.3                          |
| Žveplo1                      | % (m/m)                      | Max                          | 1.0                          | 1.5                          | 2.0                          | 2.0                          |
| Aluminij + Sicilij2          | mg/kg                        | Max                          | -                            | -                            | -                            | 25                           |
| Plamenišče3                  | °C                           | Min                          | 43                           | 60                           | 60                           | 60                           |
| Stopnja fluidnosti, poletje  | °C                           | Max                          | -                            | 0                            | 6                            | 6                            |
| Stopnja fluidnosti, zima     | °C                           | Max                          | -                            | -6                           | 0                            | 0                            |
| Izračunan Cetanski indeks    |                              | Min                          | 45                           | 40                           | 35                           | -                            |

1. Max vsebnost žvepla je za 1,5%, na določenih območjih. (od 2010/01/07 1% je max).
2. Vrednost aluminija + silicija se uporablja za preverjanje ostankov katalizatorjev po katalitskega. Večina katalizatorjev vsebuje aluminij in silicij in ostanki katalizatorja lahko povzročijo škodo na motorju.
3. Plamenišče vseh goriv uporabljenih v strojnici, najmanj 60 ° C.

| Preostala pomorska goriva   | Preostala pomorska goriva | Preostala pomorska goriva | Preostala pomorska goriva | Preostala pomorska goriva | Preostala pomorska goriva | Preostala pomorska goriva | Preostala pomorska goriva | Preostala pomorska goriva | Preostala pomorska goriva | Preostala pomorska goriva | Preostala pomorska goriva | Preostala pomorska goriva |
| Parameter                   | Enota                     | Omejitev                  | RMA 30                    | RMB 30                    | RMD 80                    | RME 180                   | RMF 180                   | RMG 380                   | RMH 380                   | RMK 380                   | RMH 700                   | RMK 700                   |
| --------------------------- | ------------------------- | ------------------------- | ------------------------- | ------------------------- | ------------------------- | ------------------------- | ------------------------- | ------------------------- | ------------------------- | ------------------------- | ------------------------- | ------------------------- |
| Gostota pri 15 °C           | kg/m3                     | Max                       | 960.0                     | 975.0                     | 980.0                     | 991.0                     | 991.0                     | 991.0                     | 991.0                     | 1010.0                    | 991.0                     | 1010.0                    |
| Viskoznost pri 50 °C        | mm²/s                     | Max                       | 30.0                      | 30.0                      | 80.0                      | 180.0                     | 180.0                     | 380.0                     | 380.0                     | 380.0                     | 700.0                     | 700.0                     |
| Voda                        | % V/V                     | Max                       | 0.5                       | 0.5                       | 0.5                       | 0.5                       | 0.5                       | 0.5                       | 0.5                       | 0.5                       | 0.5                       | 0.5                       |
| Žveplo1                     | % (m/m)                   | Max                       | 3.5                       | 3.5                       | 4.0                       | 4.5                       | 4.5                       | 4.5                       | 4.5                       | 4.5                       | 4.5                       | 4.5                       |
| Aluminij + Sicilij2         | mg/kg                     | Max                       | 80                        | 80                        | 80                        | 80                        | 80                        | 80                        | 80                        | 80                        | 80                        | 80                        |
| Plamenišče3                 | °C                        | Min                       | 60                        | 60                        | 60                        | 60                        | 60                        | 60                        | 60                        | 60                        | 60                        | 60                        |
| Stopnja fluidnosti, poletje | Max                       | 6                         | 24                        | 30                        | 30                        | 30                        | 30                        | 30                        | 30                        | 30                        | 30                        |                           |
| Stopnja fluidnosti, zima    | °C                        | Max                       | 0                         | 24                        | 30                        | 30                        | 30                        | 30                        | 30                        | 30                        | 30                        | 30                        |

1. Max vsebnost žvepla je za 1,5%, na določenih območjih. (od 2010/01/07 1% je max).
2. Vrednost aluminija + silicija se uporablja za preverjanje ostankov katalizatorjev po katalitskega. Večina katalizatorjev vsebuje aluminij in silicij. Ostanki katalizatorja lahko povzročijo škodo na motorju.
3. Plamenišče vseh goriv uporabljenih v strojnici, najmanj 60 ° C.

### Slovenski standard SIST EN ISO 4259
Navaja zahteve in preskusne metode za kurilno olje EL (ekstra lahko), ki se uporablja za pridobivanje toplote, potrebne za ogrevanje prostorov, ali v tehnoloških procesih.
Slovenski standard oSIST 1011:2008 je pripravil tehnični odbor SIST/TC NAD Naftni proizvodi, 
maziva in sorodni proizvodi. 
Prevzem mednarodnega oziroma evropskega standarda trenutno ni mogoč, ker še nista izdelana.  
Odločitev za izdajo tega standarda je dne 4. septembra 2008 sprejel SIST/TC NAD Naftni proizvodi, 
maziva in sorodni proizvodi.

## Prevoz
Kurilno olje se prevaža po vsem svetu s supertankerjem, ki oddaja v ustrezno velikih strateških pristaniščih, kot so Houston, Singapur in Rotterdam. Če je pristanišče premajhno, se lahko kopenskega prometa doseže le z uporabo čolnov. Lažja kurilna olja se lahko prevaža po plinovodih. Glavne fizične dobavne verige v Evropi so ob Renu.